# 19 mai
Pour les articles homonymes, voir Dix-Neuf-Mai.
19 avril 19 juin
Chronologies thématiques
- Croisades
- Ferroviaires
- Sports
- Disney
- Anarchisme
- Catholicisme

Abréviations / Voir aussi
- (° 1852) = né en 1852
- († 1885) = mort en 1885
- a.s. = calendrier julien
- n.s. = calendrier grégorien
- Calendrier
- Calendrier perpétuel
- Liste de calendriers
- Naissances du jour

Le 19 mai est le 139e jour, moins souvent le 140e, de l'année du calendrier grégorien ; il en reste ensuite 226.
Son équivalent était généralement le dernier jour 30 floréal du calendrier républicain ou révolutionnaire français, officiellement dénommé jour de la houlette (sorte de crosse, crochet, bâton des bergers).

## Événements

### XIesiècle
- 1051 : mariage du roi des Francs Henri Ier avec la fille Anne de Kiev du grand-prince de Kiev Iaroslav le Sage.

### XIVesiècle
- 1322 : le mariage du roi de France Charles IV le Bel et de Blanche de Bourgogne, compromise dans l'affaire de la tour de Nesle en 1314, est annulé par le pape Jean XXII.
- 1359 : Jean de Gand épouse Blanche, héritière de Lancastre, à Reading, et devient duc de Lancastre par son mariage.
- 1364 : sacre du roi de France Charles V le Sage.

### XVesiècle
- 1402 : combat des Sept, à Montendre, lors de la guerre de Cent Ans.

### XVIesiècle
- 1517 : le roi de France François Ier et sa Cour vont séjourner au château d'Écouen (des Montmorency), avant une tournée à Rouen, Gaillon, Paris, Blois[1], etc.
- 1521 : prise de Pampelune par les troupes françaises.
- 1535 : l'explorateur malouin Jacques Cartier commence son second voyage d'exploration, à la tête de trois navires et de 110 marins.
- 1536 : en Angleterre, exécution d'Anne Boleyn.

### XVIIesiècle
- 1635 : la France, par l'intermédiaire de Richelieu, déclare la guerre à l'Espagne, durant la guerre de Trente Ans.
- 1643 : bataille de Rocroi, victorieuse pour la France, sur les Espagnols, symbolisant la fin de l'hégémonie de ces derniers.

### XIXesiècle
- 1802 : création de l'ordre de la Légion d'honneur en France.
- 1815 : 
  - adhésion de la République de Genève à la Confédération des XXII cantons.
  - bataille de L'Aiguillon, pendant la guerre de Vendée de 1815.
- 1850 : inauguration de la prison Mazas.

### XXesiècle
- 1902 : catastrophe de la mine de Fraterville.
- 1944 : fin de la bataille de Monte Cassino lors de la Seconde Guerre mondiale.
- 1974 : élection de Valéry Giscard d'Estaing à la présidence de la République française.
- 1978 : début de la bataille de Kolwezi, au Zaïre, avec le parachutage du 2e régiment étranger de parachutistes.

### XXIesiècle
- 2007 : échec du référendum sur la destitution du président roumain Traian Băsescu.
- 2013 : début de la bataille de Qousseir, lors de la guerre civile syrienne.
- 2017 : Hassan Rohani est réélu président de la République d'Iran au premier tour.
- 2018 : au Royaume-Uni, le mariage du prince Harry et de Meghan Markle est célébré en la chapelle Saint-Georges, à Windsor. Henry de Sussex occupe alors la sixième place dans l’ordre de succession au trône britannique.
- 2019 : un double référendum d'initiative populaire a lieu en Suisse où deux sujets sont soumis à la votation à la suite de la collecte de 50 000 signatures de citoyens en cent jours contre des projets adoptés par le gouvernement ou le parlement[2], le premier portant sur la réforme fiscale et le financement de l’assurance-vieillesse et survivants (AVS) et le second lancé par la communauté d’intérêts du tir suisse[3] et portant sur une reprise de la directive européenne modifiant celle existante sur les armes.
- 2021 : décalage du couvre-feu imposé à la France depuis le 17 octobre 2020, celui-ci passant de 19h à 21h sur l'ensemble du territoire, mesure également suivie par la réouverture des bars et restaurants en terrasses[4] (contexte mondialisé de la pandémie de covid-19 sévissant depuis fin 2019 et début 2020).

- 2024 : 
  - en Iran, le président Ebrahim Raïssi (photo), ainsi que huit autres personnes, trouvent la mort dans un accident d'hélicoptère près de Varzaqan[5].
  - en RDC, une tentative de coup d'État est rapidement déjouée par les forces de sécurité[6].
  - en République dominicaine, les élections parlementaires ont lieu en même temps que le premier tour de l’élection présidentielle ; favori, le président sortant Luis Abinader est réélu dès le premier tour[7].

## Arts, culture et religion
- 715 : élection du pape Grégoire II.
- 1769 : élection du pape Clément XIV.
- 1951 : Alain Bernardin ouvre le cabaret Crazy Horse Saloon futur Crazy Horse dans le 8e arrondissement de Paris.
- 2018 : la Palme d'or est décernée au film japonais Une affaire de famille de Hirokazu Kore-eda lors de la cérémonie de clôture de la 71e édition du Festival de Cannes.

## Sciences et techniques
- 1743 : Jean-Pierre Christin présente l'échelle de température centigrade à l’assemblée publique de la Société Royale de Lyon.
- 1845 : les bombardes HMS Erebus et HMS Terror de l'expédition Franklin appareillent de Greenhithe en Angleterre.
- 1906 : inauguration du tunnel du Simplon qui restera le plus long tunnel ferroviaire du monde jusqu'en 1982.
- 2009 : description de Darwinius masillae présenté à tort comme le « chaînon manquant » (entre le singe et l'homme) dans l'évolution de la lignée des primates.

## Économie et société
- 363 : la ville de Pétra, en Jordanie actuelle, est ravagée par un tremblement de terre.
- 1903 : David Dunbar Buick crée la Buick Motor Company, à Flint aux États-Unis.
- 1974 : invention du Rubik's Cube, par Ernő Rubik.
- 1976 : premier tirage du loto français, au théâtre de l'Empire.
- 1982 : l'actrice italienne Sophia Loren est arrêtée à l'aéroport de Rome et emprisonnée dix-sept jours à Caserte sous le n° de matricule 24 pour soupçon de fraude fiscale[8].
- 1994 : ouverture commerciale du tunnel sous la Manche, inauguré le 6 mai précédent.
- 2001 : ouverture du premier Apple Store du monde, aux États-Unis.
- 2016 : disparition en mer Méditerranée du vol EgyptAir 804 en partance de Paris et à destination du Caire avec 66 personnes à bord[9].

## Naissances

### VIIIesiècle
- 701 : Li Bai (李白 en mandarin, Lǐ Bái en pinyin, Li Po ou Lǐ Bó) dit Li Taibai (李太白  /  Lǐ Táibái), poète chinois de la dynastie Tang († 30 novembre 762).

### XVIesiècle
- 1568 : Léonora Dori dite Galigaï, dame italienne confidente de la reine de France Marie de Médicis († 8 juillet 1617).
- 1593 : Jacob Jordaens, peintre flamand († 18 octobre 1678).

### XVIIIesiècle
- 1744 : Constantine John Phipps, explorateur britannique († 10 octobre 1792).
- 1762 : Johann Gottlieb Fichte, philosophe allemand († 27 janvier 1814).
- 1766 : Joseph Marie de Pernety, militaire français († 29 avril 1856).

### XIXesiècle
- 1827 : Paul-Armand Challemel-Lacour, homme d'État français († 26 octobre 1896).
- 1861 : Nellie Melba, cantatrice australienne († 23 février 1931).
- 1870 : Albert Fish, tueur en série américain († 16 janvier 1936).
- 1878 : Alfred Laliberté, sculpteur québécois († 13 janvier 1953).
- 1879 : Idola Saint-Jean, journaliste, éducatrice et féministe canadienne († 6 avril 1945).
- 1881 : Mustafa Kemal Atatürk, homme d'État turc († 10 novembre 1938).
- 1890 : Hô Chi Minh, premier président indépendantiste vietnamien célébré infra († 2 septembre 1969).
- 1898 : Julius Evola, penseur italien († 11 juin 1974).

### XXesiècle
- 1906 :
  - Bruce Bennett, acteur américain († 24 février 2007).
  - Jim MacDonald, acteur écossais, voix officielle de Mickey Mouse de 1946 à 1983 († 1er février 1991).
- 1908 : Percy Williams, athlète canadien spécialiste du sprint, double champion olympique († 29 novembre 1982).
- 1912 : Pietro Palazzini, prélat italien († 11 octobre 2000).
- 1920 : 
  - Iván Böszörményi-Nagy, psychiatre américano-hongrois († 28 janvier 2007).
  - Yves Le Dû, Compagnon de la Libération († 12 mai 2003).
  - Roger Vrigny, écrivain et homme de radio français († 16 août 1997).
- 1921 : Daniel Gélin, homme de cinéma français († 29 novembre 2002).
- 1922 : Dora Doll, actrice française († 15 novembre 2015).
- 1924 : Yves Bescond, prélat français († 23 août 2018).
- 1925 :
  - Malcolm X (Malcolm Little dit), homme politique américain († 21 février 1965).
  - Pol Pot, homme politique cambodgien, chef des Khmers rouges († 15 avril 1998).
  - Guy Provost, acteur québécois († 10 février 2004).
- 1926 : Fernand Raynaud, humoriste français († 28 septembre 1973).
- 1927 : Susanne Hart, vétérinaire et conservationniste sud-africaine († 6 janvier 2010).
- 1928 : Colin Chapman, ingénieur et constructeur automobile britannique, fondateur de Lotus († 16 décembre 1982).
- 1930 : Alex Métayer, humoriste français († 21 février 2004).
- 1931 : Alfred Schmidt, philosophe et sociologue allemand († 28 août 2012).
- 1932 :
  - Claude Blanchard, acteur et chanteur québécois († 20 août 2006).
  - Elena Poniatowska (princesse Hélène Elizabeth Louise Amélie Paula Dolores Poniatowska Amor dite), femme de lettres et militante politique mexicaine.
- 1939 :
  - Livio Berruti, athlète italien champion olympique sur 200 m.
  - James Fox, acteur anglais.
  - Jānis Lūsis, athlète letton champion olympique du lancer du javelot († 28 avril 2020).
  - Francis Richard Scobee, astronaute américain († 28 janvier 1986).
- 1941 : Nora Ephron, journaliste, romancière, scénariste, cinéaste et productrice américaine († 26 juin 2012).
- 1944 : 
  - Peter Mayhew, acteur britanno-américain dans la peau de Chewbacca († 30 avril 2019).
  - Jaan Talts, haltérophile estonien, champion olympique.
- 1945 : Pete Townshend, musicien guitariste britannique du groupe The Who.
- 1946 :
  - Michele Placido, acteur et réalisateur italien.
  - André The Giant, catcheur français († 27 janvier 1993).
  - Paul Wermus, journaliste français († 17 septembre 2017).
- 1947 :
  - Steve Currie, musicien britannique du groupe T. Rex († 28 avril 1981).
  - David Helfgott, pianiste australien.
- 1948 :
  - Jean-Pierre Haigneré, spationaute français.
  - Grace Jones, mannequine, chanteuse et actrice américaine.
- 1949 : Dusty Hill, bassiste américain texan du groupe ZZ Top († 27 juillet 2021).
- 1950 :
  - Mikhaïl Ichtchenko, joueur de handball ukrainien champion olympique.
  - Tadeusz Ślusarski, athlète polonais champion olympique en saut à la perche († 17 août 1998).
- 1951 : Joey Ramone, chanteur américain du groupe Ramones († 15 avril 2001).
- 1954 : Phil Rudd, musicien australien, batteur du groupe AC/DC.
- 1955 : Pierre Thuot, astronaute américain.
- 1956 : José Ramón Alexanko, footballeur espagnol.
- 1957 : 
  - Philippe Collas, écrivain français.
  - Sophie Thevenoux, femme politique monégasque.
- 1959 : Paul Cayard, skipper de courses américain.
- 1962 : Ariel Wizman, musicien, journaliste, animateur de radio et de télévision et comédien français.
- 1963 :
  - Sophie Davant, animatrice française de télévision, météorologie et enchères, journaliste, comédienne.
  - Heinz Weixelbraun, acteur autrichien.
- 1964 : Miloslav Mečíř, joueur de tennis slovaque, champion olympique.
- 1965 :
  - Jean d'Orléans, « comte de Paris ».
  - Philippe Dhondt, chanteur français.
- 1966 :
  - Marc Bureau, joueur de hockey sur glace québécois.
  - Jean-Marie Lapointe, acteur québécois.
- 1967 : Michiel Bartman, rameur d'aviron néerlandais, champion olympique.
- 1968 : Kyle Eastwood, musicien américain.
- 1969 : 
  - Dan Lee, animateur canadien († 15 janvier 2005).
  - Thomas Vinterberg, cinéaste danois du courant dit du Dogme.
- 1970 :
  - Garry Cadenat, enfant acteur puis animateur français martiniquais.
  - Mario Dumont, homme politique et animateur de télévision québécois.
  - Jason Gray-Stanford, acteur canadien.
  - Choi Kyung-ju, golfeur sud-coréen.
  - Park Sung-soo, archer sud-coréen, champion olympique.
  - Nia Zulkarnaen, actrice, chanteuse et productrice indonésienne.
- 1971 : Salima Naji, architecte et anthropologue marocaine.
- 1972 : Jenny Berggren, chanteuse suédoise issue du groupe Ace of Base.
- 1973 :
  - Dario Franchitti, pilote de course automobile écossais.
  - Julien Ribot, musicien et illustrateur français.
  - Hugues Obry, escrimeur français, champion olympique.
- 1974 : Cathy Melain, basketteuse française.
- 1975 : Zhang Ning, joueuse de badminton chinoise, double championne olympique.
- 1976 : Kevin Garnett, basketteur américain.
- 1979 :
  - Andrea Pirlo, footballeur italien.
  - Tunisiano (Bachir Baccour dit), rappeur français du groupe Sniper.
- 1980 : Drew Fuller, acteur américain.
- 1981 : Sani Bečirovič, basketteur slovène.
- 1984 : Inna Modja, chanteuse malienne.
- 1986 : Eric Lloyd, acteur américain.
- 1992 :
  - Ievgueni Kouznetsov, hockeyeur sur glace russe.
  - Raul Togni Neto, basketteur brésilien.
  - Sam Smith, chanteur britannique.
- 1995 : Berthe Etane Ngolle, lutteuse camerounaise.
- 1997 : Siham Loukili, coureuse cycliste marocaine.

## Décès

### IXesiècle
- 802 / 804 : Alcuin, poète, savant et religieux théologien anglais latiniste, l'un des principaux amis et conseillers de Charlemagne en son royaume puis empire continental, directeur de la plus grande école carolingienne palatine à Aix-la-Chapelle (° vers 724 / c. 735, célébré infra & les 20 mai).

### Xesiècle
- 946 : Al-Qaim bi-Amr Allah, calife fatimide (° vers 894).
- 988 : Dunstan, archevêque de Cantorbéry (° vers 909).

### XIIesiècle
- 1102 : Étienne II, comte de Blois (° vers 1045).

### XIIIesiècle
- 1296 : Célestin V, pape (° 1209).

### XIVesiècle
- 1303 : Yves Hélory de Kermartin, saint catholique breton (° 17 octobre 1253).
- 1319 : Louis d'Évreux, prince français, fils de Philippe III et frère de Philippe IV (° 3 mai 1276).
- 1389 : Dimitri Ier Donskoï, grand prince de Moscou (° 12 octobre 1350).

### XVIesiècle
- 1526 : Go-Kashiwabara, empereur du Japon (° 19 novembre 1464).
- 1536 : Anne Boleyn, reine d'Angleterre, deuxième épouse du roi Henri VIII (° vers 1501~1507).

### XVIIesiècle
- 1612 : Gregorio Petrocchini, prélat italien (° 1535).
- 1645 : Miyamoto Musashi, samouraï japonais (° 1584) - (19 mai du calendrier japonais mais 13 juin du calendrier grégorien).

### XVIIIesiècle
- 1715 : Charles Montagu, 1er comte de Halifax (° 16 avril 1661).

### XIXesiècle
- 1810 : Jean Cartier, prêtre et homme politique français (° 23 janvier 1723).
- 1825 : Claude-Henri de Rouvroy de Saint-Simon, économiste et philosophe français (° 17 octobre 1760).
- 1886 : 
  - Lucius Seth Huntington, homme politique canadien (° 26 mai 1827).
  - Jean Auguste Marc, illustrateur français (° 12 juillet 1818).
- 1895 : José Martí, homme politique et poète cubain (° 28 janvier 1853).
- 1898 : William Ewart Gladstone, homme politique anglais (° 29 décembre 1809).

### XXesiècle
- 1904 : Auguste Molinier, historien français (° 30 septembre 1851).
- 1912 : Leonardo Castellanos y Castellanos, évêque mexicain, « l'évêque pauvre » (° 5 novembre 1862)
- 1917 : Belva Ann Bennett Lockwood, féministe américaine (° 24 octobre 1830).
- 1918 : 
  - Raoul Gervais Lufbery, pilote de chasse français (° 14 mars 1885).
  - Ferdinand Hodler, peintre suisse (° 14 mars 1853).
- 1935 : Thomas Edward Lawrence dit « Lawrence d'Arabie », officier et écrivain britannique (° 16 août 1888).
- 1939 : Karl Radek, révolutionnaire russe (° 31 octobre 1885).
- 1942 : 
  - Alfred Baudrillart, prélat et académicien français (° 6 janvier 1859).
  - Hale Hamilton, acteur américain (° 28 février 1879).
- 1943 : Henriette Poincaré, veuve du président Raymond Poincaré (° 8 mai 1858).
- 1946 : Booth Tarkington, romancier américain (° 29 juillet 1869).
- 1954 : Charles Ives, compositeur américain (° 20 octobre 1874).
- 1955 : Concha Espina, écrivaine espagnole (° 15 avril 1869).
- 1957 : Alice Milliat, fondatrice des premiers Jeux olympiques féminins.
- 1958 : Ronald Colman, acteur et scénariste britannique (° 9 février 1891).
- 1969 : Coleman Hawkins, saxophoniste ténor de jazz américain (° 21 novembre 1904).
- 1975 : Dorette Muller, peintre et affichiste française (° 10 juillet 1894).
- 1980 : Joseph Schull (en), auteur dramatique et historien canadien d’origine américaine (° 6 février 1906).
- 1983 : Jean Rey, homme politique belge (° 15 juillet 1902).
- 1985 : Herbert Ruff, musicien polonais (° 16 septembre 1918).
- 1988 : Barbara Laage, actrice française (° 30 juillet 1920).
- 1994 :
  - Jacques Ellul, historien français (° 6 janvier 1912).
  - Jacqueline Kennedy-Onassis, épouse de John Fitzgerald Kennedy, puis d'Aristote Onassis (° 28 juillet 1929).
  - Luis Ocaña, coureur cycliste espagnol (° 9 juin 1945).
- 1996 : Fernanda Seno, poétesse et journaliste portugaise (° 23 février 1942)
- 1997 : Troy Ruttman, pilote automobile américain (° 11 mars 1930).
- 1998 :
  - Edwin Astley, compositeur britannique (° 12 avril 1922).
  - Dorothy Donegan, pianiste de jazz américaine (° 6 avril 1922).
  - Sōsuke Uno, homme d'état japonais (° 27 août 1922).
  - Carl Perkins, chanteur de rock'n roll américain (° 9 avril 1932).
- 1999 : Candy Candido, chanteur et acteur américain (° 25 décembre 1913).
- 2000 : Ievgueni Khrounov, cosmonaute soviétique (° 10 septembre 1933).

### XXIesiècle
- 2002 :
  - John Gorton, homme d'état australien (° 9 septembre 1911).
  - Walter Lord, auteur et historien américain (° 8 octobre 1917).
  - Hans Posegga, compositeur, pianiste et chef d'orchestre allemand (° 31 janvier 1917).
  - Giuseppe Maria Scotese, réalisateur, scénariste et peintre italien (° 26 janvier 1916).
- 2003 : Johanna Budwig, chimiste, biochimiste, inventrice, médecin et diététicienne allemand (° 30 septembre 1908).
- 2004 :
  - Mary Dresselhuys, actrice néerlandaise (° 22 janvier 1907).
  - Pierre Gachon, cycliste sur route canadien (° 9 mars 1909).
- 2005 : Batya Gour, romancière israélienne (° 1er septembre 1947).
- 2006 : Freddie Garrity, chanteur anglais du groupe Freddie and the Dreamers (° 14 novembre 1936).
- 2009 :
  - Robert Furchgott, biochimiste et pharmacologue américain (° 4 juin 1916).
  - Velupillai Prabhakaran, dirigeant des Tigres de libération de l'Îlam tamoul (° 26 novembre 1954).
  - Clint Smith, joueur de hockey sur glace canadien (° 12 décembre 1913).
- 2010 : Robert Laffont, éditeur français (° 30 novembre 1916).
- 2011 : Garret FitzGerald, homme politique irlandais (° 9 février 1926).
- 2012 : Fañch « François » Morvan, agriculteur et chanteur breton brittophone traditionnel des Frères Morvan ou Ar Vreudeur Morvan (° 4 décembre 1923).
- 2013 : Pepe Luis Vázquez, matador espagnol (° 21 décembre 1921).
- 2014 :
  - Jack Brabham, pilote automobile australien (° 2 avril 1926).
  - Franz-Paul Decker, chef d'orchestre allemand (° 26 juin 1923).
- 2015 : Happy Rockefeller (Margaretta Large Fitler Murphy Rockefeller dite), veuve de l'ancien vice-président américain Nelson Rockefeller (° 9 juin 1926).
- 2016 :
  - Alexandre Astruc, réalisateur, scénariste et écrivain français (° 13 juillet 1923).
  - John Berry, guitariste du groupe Beastie Boys (° 31 mai 1963).
  - Hugh Honour, historien de l'art britannique (° 26 septembre 1927).
  - Marco Pannella, homme politique et militant italien, parlementaire européen et dirigeant du Parti radical (° 2 mai 1930).
  - Morley Safer, journaliste canado-américain (° 8 novembre 1931).
  - Alan Young, acteur, réalisateur et scénariste britannique (° 19 novembre 1919).
- 2017 :
  - André Bach, général et historien français (° 5 décembre 1943).
  - Rich Buckler, dessinateur, illustrateur et scénariste de comics américain (° 6 février 1949).
  - Stanley Greene, photojournaliste américain (° 14 février 1949).
  - Frankie Paul, musicien et chanteur de raggae jamaïcain (° 19 octobre 1965).
  - Stanislav Petrov, colonel russe (° 9 septembre 1939)[10].
- 2019 : Nilda Fernández (Daniel Fernández dit), auteur-compositeur-interprète espagnol, catalan, français (° 25 octobre 1957).
- 2021 : 
  - Paul Mooney (Paul Gladney dit), acteur américain de télévision et de cinéma (° 4 août 1941).
  - Abubakar Shekau, chef terroriste nigérian de Boko Haram de 2009 à cette mort, kidnappeur en masse (le tueur au sourire).
- 2023 : 
  - Martin Amis, romancier britannique (° 25 août 1949).
  - Sandra Badie, judokate française (° 6 novembre 1991).
  - Günther Bartnick, biathlète est-allemand puis allemand (° 20 février 1949).
- 2024 : 
  - Hossein Amir Abdollahian, diplomate et homme politique iranien (° 23 avril 1964).
  - Caroline Dawson, autrice et sociologue canadienne (° 12 décembre 1979).
  - Richard Foronjy, acteur américain (° 3 août 1937).
  - Kwassi Klutsé, homme politique togolais (° 29 juillet 1945).
  - Christian Malanga, homme d'affaires, militaire et homme politique américano-kino-congolais (° 2 janvier 1983).
  - Malek Rahmati, homme politique iranien (° 1982).
  - Ebrahim Raïssi, religieux chiite et président de la république islamique d'Iran (° 14 décembre 1960).
  - Claude Villeneuve, biologiste et professeur canadien (° 1954).

## Célébrations, nationales et autre
- Bretagne et ses diasporas, en France, dans l'Union européenne à zone euro et partout ailleurs : « fête de la Bretagne » voire du droit célébrée le jour de la saint-Yves Hélory de Kermartin ci-après & -avant (voire de plus en plus les 17 mars en même temps que la saint-Padraig de la cousine celtique d'Eire et sa diaspora, commercialement).
- Chypre (Union européenne à zone euro) :  : « génocide grec pontique » (non reconnu sous cette qualification par l'ONU à l'heure actuelle)[réf. nécessaire] ;
- Grèce (ibid.) : id[réf. nécessaire].
- Turquie voire diasporas (dont Chypre du Nord non reconnue par l'ONU en tant qu'État sinon en tant que zone de l'île occupée par la Turquie mais membre plus ou moins officiel de l'Union européenne comme toute l'île) : « fête de la commémoration d’Atatürk, de la jeunesse et du sport (tr) »[11].
- Viêt Nam : anniversaire de la naissance de Hô Chi Minh ci-avant en 1890[12].

### Saints des Églises chrétiennes

#### Saints catholiques et orthodoxes du jour
Référencés comme en titre ci-après in fine :
- Adolphe de Cambrai († 728) ou « Hadulphe d'Arras », abbé de Saint-Vaast puis évêque des sièges réunis de Cambrai et d'Arras en Artois[13].
- Alcuin († 802 / 804 supra), bienheureux, originaire d'York en Angleterre, responsable de l'abbaye de Saint-Martin-de-Tours etc.
- Dunstan de Cantorbéry († 988), archevêque de Cantorbéry.
- Parthène et Calogère († v. 304), martyrs.
- Patrice de Prousse (IVe siècle), évêque martyr.
- Pudentienne (Ier siècle), martyre romaine.
- Urbain Ier († 230), pape de Rome.

#### Saints et bienheureux catholiques du jour
référencés ci-après comme en titre :
- Augustin Novello († 1309), bienheureux, né « Matthieu Termini », ermite de Saint-Augustin à Sienne en Toscane, supérieur général de l'ordre des augustins, béatifié par Clément XIII.
- Célestin V († 1296), 192e pape en 1294, canonisé par Clément V en 1313 sous le nom de « saint Pierre Célestin », patron des relieurs.
- Crispin de Viterbe († 1750), de son vrai nom « Pietro Fioretti », religieux italien de l'ordre des frères mineurs capucins.
- Elzbieta Róza Czacka († 1961), bienheureuse religieuse polonaise fondatrice d'une congrégation religieuse.
- Emilienne († 1246), bienheureuse laïque italienne.
- Jean de Cetina et Pierre de Dueñas († 1397), bienheureux religieux franciscains martyrs.
- Jean-Baptiste-Xavier († 1794), bienheureux prêtre français martyr.
- Joaquina Vedruna († 1854), fondatrice des carmélites de la Charité.
- Joseph Czempiel († 1942), bienheureux prêtre polonais martyr.
- Marie-Bernarde (†  1924), religieuse suisse fondatrice d'une congrégation religieuse.
- Pierre Wright († 1651), bienheureux prêtre anglais martyr.
- Pina Suriano († 1950), bienheureuse laïque italienne.
- Raphaël Louis Rafiringa († 1919), bienheureux religieux français.
- Théophile de Corte († 1740), prêtre franciscain italien.
- Yves Hélory de Kermartin († 1303 ci-avant) ou « Yves de Tréguier », prêtre et vicaire judiciaire ; patron des juristes en tant qu'homme de loi de formation lui-même et patron de la Bretagne.

#### Saints orthodoxes du jour(aux dates parfois"juliennes"/ orientales)
- Corneille de la Komela († 1537) ou « Corneille de Komel », moine en Russie[14].
- Dimitri Donskoi († 1389), prince russe.
- Ignace de Vologda ( † 1522), fils du prince d'Ouglitch, emprisonné pour des motifs politiques et devenu moine.
- Les martyrs de Kantara († 1231), treize moines martyrs de Chypre torturés et tués pour avoir refusé de se convertir au catholicisme romain (voir aussi plus haut célébration(s) chypriote grecque voire turque).
- Serge de Choukhtov († 1609), moine.

### Prénoms du jour
Bonne fête aux Yves et ses variantes :
- en français,
  - aux masculins : Iven, Iveric, Ivo, Ouen (Saint Ouen), Yvain, Yve, Yvelin, Yvon, Yvonnet [les Yvan davantage avec les Jean, par exemple les 24 juin] ;
  - et aux féminins : Yveline, Yvelise, Yvelle, Yvelyne, Yvelyse, Yvette [des 13 janvier surtout], Yvan(n)e ;
- en breton,
  - aux masculins : Bon, Cheun, Eenn, Erwan, Even, Éven, Evenou, Évenou (plutôt les 26 septembre ?), Evon, Ewan, Hiouwain, If, Iffig, Ifig, Ioun, Iv, Iven, Ivi (les 6 octobre), Ivin, Ivo, Ivon, Ivonig, Iwan, Izo, Izoenn, Izoin, Izou, Mon, Noun, Nun, Soen, Von, Vonig, Yon, Youenn, Youn, Youwain, Youwan, Yuen, Yvelin, Yven, Yvig, Yvo, Yvon, Yvonig, Yvonnet ci-après, Yvonnick, Yvonnig (Ywen, Iwen aussi avec les Yvi les 6 octobre) ;
  - et aux féminins : Iveine, Ivona, Izoène, Yvona ;
- en gallos : à suivre etc. ;
- en d'autres idiomes : Ivo en italien, par exemple. Voir encore les 23 mai ou 24 avril[15].

Et aussi aux :
- Célestin, sa variante Celestino et leurs formes féminines : Célestina, Celestina, Célestine, Céleste, Celesta.
- Aux Crispin,
- Dunstan,
- Hélory (partie du patronyme voire toponyme de Maître -Saint- Yves plus haut) et ses variantes : Helori et Héloury[16].
- Aux Théophile et sa variante Théophyle, leurs diminutif Théo et formes féminines : Théophila et Théophilia ( voir 20 décembre).
- Aux Tristan.

## Traditions et superstitions

### Dictons
- « À la saint-Yves, le beau temps arrive. »[17]
- « À la saint-Yves, le beau temps ôte au laboureur ses dents. »[18],[19]
- « Craignez le petit Yvonnet [petit Yvon / Yves], c'est le pire de tous, quand il s'y met. » [considéré comme parfois le dernier saint de glace en Bretagne, après les 11, 12 et 13 mai, principalement][20]

### Astrologie
Signe du zodiaque : 29e et antépénultième jour du signe astrologique du Taureau.